# Samuel T. Strang
Samuel Tudor Strang (* 1856; † 29. April 1921 in Philadelphia) war ein US-amerikanischer Organist und Komponist.
Strang begann seine musikalische Ausbildung im Alter von acht Jahren. Er war Schüler des Organisten David Duffield Wood und studierte später bei Alexandre Guilmant in Paris und an der Musikschule der University of Pennsylvania. Er wirkte als Organist an verschiedenen Kirchen Philadelphias und trat außerdem als Konzertorganist (u. a. bei der Centennial Exhibition 1876) auf. 1910–11 war er Organist des Philadelphia Orchestra. Zudem war er Gründungsmitglied der American Guild of Organists. Strang komponierte eine Anzahl von Orgelwerken.

## Werke
- Cantique d'Amour
- In the afterglow
- Reverie Poëtique
- March in C